# Карпова, Татьяна Львовна
Татья́на Льво́вна Ка́рпова (род. 24 декабря 1960) — советский и российский искусствовед, доктор искусствоведения (2009), автор ряда книг по истории русского искусства XIX и XX веков, заместитель генерального директора Государственной Третьяковской галереи по научной работе (с 2013 года).

## Биография
В 1978—1983 годах Татьяна Карпова училась в Московском государственном университете, в 1983 году окончила отделение истории искусства исторического факультета МГУ. Её дипломная работа была посвящена творчеству австрийского художника-портретиста Иоганна Баптиста Лампи Старшего.
В 1989—1992 годах Татьяна Карпова была в аспирантуре заочного отделения Государственного института искусствознания. Её научным руководителем был Григорий Стернин. В 1993 году она защитила кандидатскую диссертацию по теме «Портрет в мире русской духовной культуры 1860—1870-х годов».
С 1983 года Татьяна Карпова является сотрудником Государственной Третьяковской галереи (ГТГ), в течение многих лет работала в отделе живописи 2-й половины XIX — начала XX века. В 2009 году она защитила докторскую диссертацию по теме «Творчество Г. И. Семирадского и искусство позднего академизма» и получила учёную степень доктора искусствоведения. В 2013 году она была назначена заместителем генерального директора Государственной Третьяковской галереи по научной работе. Она является членом атрибуционного совета и закупочной комиссии ГТГ.
С 1995 года Татьяна Карпова по совместительству работает в Государственном институте искусствознания (ГИИ), сначала старшим научным сотрудником, а с 2009 года — ведущим научным сотрудником Отдела русского изобразительного искусства и архитектуры ГИИ. Входит в состав редакционных советов журналов «Искусствознание» и «Русское искусство».
Татьяна Карпова — автор ряда книг, посвящённых истории русской живописи XIX и XX веков, в том числе творчеству художников Генриха Семирадского, Ивана Крамского и Николая Ге. Она принимала участие в организации ряда художественных выставок — в частности, была куратором крупных выставочных проектов «Пленники красоты. Русское академическое и салонное и искусство 1830—1910-х годов» (ГТГ, 2004—2005), «Что есть истина? Николай Ге. К 180-летию со дня рождения» (ГТГ, 2011—2012) и «Драгоценная оправа. Картина и рама. Диалоги» (ГТГ, 2014). Она неоднократно участвовала в передачах радиостанции «Эхо Москвы» из серий «Коллекция Третьяковки» и «Музейные палаты».

## Сочинения Т. Л. Карповой
- Смысл лица. Русский портрет второй половины XIX — начала XX века. Опыт самопознания личности. — СПб., Алетейя, 2000, ISBN 5-89329-331-2
- Иван Крамской. — М., Белый город, 2000, ISBN 5-7793-0271-5
- Николай Ге. — М., Белый город, 2002, ISBN 5-7793-0291-X
- Генрих Семирадский. — СПб., Золотой век, Художник России, 2008, ISBN 978-5-342-00114-4
- Юрий Пименов. — М., Государственная Третьяковская галерея, 2022, ISBN 978-5-89580-345-5
- Генрих Семирадский. Танец среди мечей. — М., Государственная Третьяковская галерея, 2022, ISBN 978-5-89580-344-8